# Lorenzo Sibilano
Lorenzo Sibilano (Bari, 10 luglio 1978) è un allenatore di calcio ed ex calciatore italiano, di ruolo difensore, tecnico in seconda della Reggiana.

## Carriera

### Giocatore
Cresciuto nelle giovanili del Bari, esordisce in Serie A a 19 anni. Dopo una stagione al Crotone, fa ritorno alla squadra del Bari, dove gioca 31 partite in quattro anni.
Si trasferisce poi alla Viterbese, in Serie C1. Dopo una stagione torna ancora al Bari, dove, nel 2004-2005 gioca 40 partite.
Si trasferisce all'Hellas Verona, restando anche dopo la retrocessione in C dell'anno successivo. In totale colleziona 65 presenze e 3 gol.
A fine agosto 2009 Sibilano viene ceduto all'Andria, in Prima Divisione.

### Allenatore
Nel 2010 conclude la propria carriera sportiva e, chiamato da Davide Dionigi, diventa suo collaboratore sulla panchina del Taranto, in Prima Divisione. Nel 2012 segue ancora Dionigi, in qualità di vice allenatore della Reggina.
Segue l'allenatore emiliano anche nelle esperienze alla guida della Cremonese, del Varese, del Matera, del Brescia, del Cosenza e della Reggiana.

## Palmarès
- Coppa Italia Primavera: 1

Bari: 1997-1998